# Taurunum
Les vestiges de Taurunum (en serbe cyrillique : Таурунум ; en serbe latin : Taurunum) sont situés sur le territoire de l'actuelle municipalité de Zemun, en Serbie, et couvrent une période comprise entre le Ier siècle et le IVe siècles. Le site est aujourd'hui classé,.

## Présentation

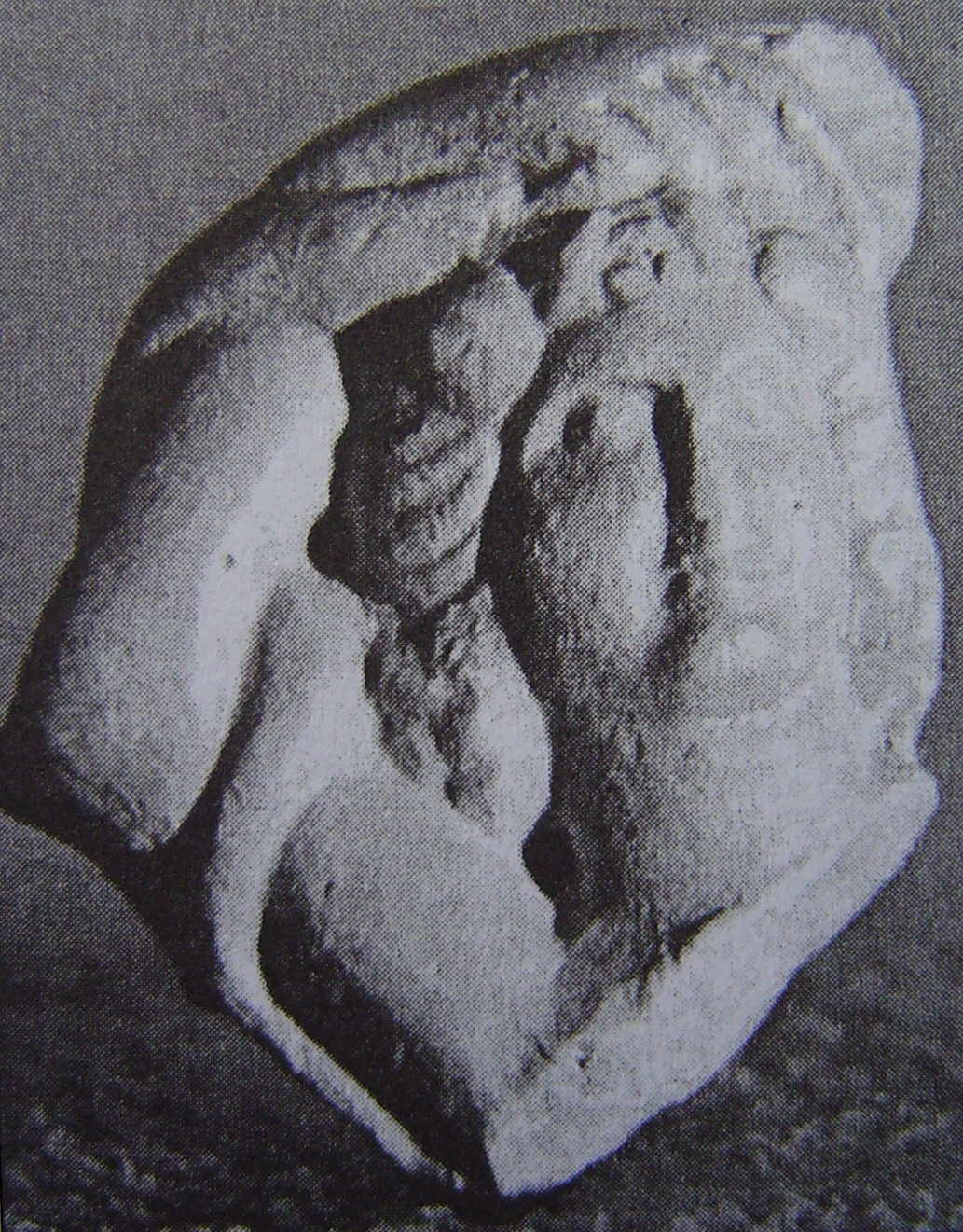
Relief représentant une ménade, trouvé à Zemun

Le site de Taurunum comprend un fort, une localité civile et une nécropole. Taurunum a été construit sur les vestiges d'une ancienne fortification celte, sur l'actuelle colline de Gardoš. La localité s'étendit autour du fort, se développa grâce au commerce ; à l'époque romaine, elle devint une ville importante de cette partie de la province de Pannonie inférieure, devenant une place militaire et un centre marchand, notamment grâce à sa position sur le Danube. En revanche, cette position lui valut aussi d'être attaquée au moment des invasions barbares. Comme d'autres villes antiques, Taurunum devint une cité médiévale, d'abord appelée Malevilla puis Zemun.
Zemun/Taurunum conserve aujourd'hui des vestiges de la présence romaine, reste de fortifications, architecture civile et religieuse, épigraphie, reliefs, pièces de monnaie, la plupart trouvés sur l'actuelle colline de Gardoš et dans le centre ancien de Zemun.